# ترينت جنكينز
ترينت جنكينز (بالإنجليزية: Trent Jenkins) هو مُقاتل فنون قتالية مختلطة أمريكي سابق.

## وصلات خارجية
- ترينت جنكينز على موقع يو إف سي (الإنجليزية)
- ترينت جنكينز على موقع شيردوغ (الإنجليزية)
- ترينت جنكينز على موقع IMDb (الإنجليزية)
- ترينت جنكينز على موقع قاعدة بيانات الفيلم (الإنجليزية)